# Glenea x-nigrum
Glenea x-nigrum là một loài bọ cánh cứng trong họ Cerambycidae.